# Styx II
Styx II is het tweede muziekalbum van Styx. Styx II wordt onder deze titel in 1972 uitgebracht door het label Wooden Nickel. Wanneer Styx later succes heeft met de albums die onder A&M Records uitgebracht zijn, komt het album opnieuw op de markt onder de titel Lady, vanwege de succesvolle single. Het album lift dan een tijdje mee in de succesperiode van de band. In het nummer Little fugue in G is het kerkorgel van St. James' Cathedral uit Chicago te horen, DeYoung zou dat later op Pieces of Eight herhalen.
Op dit album zijn twee singles verwerkt, You Need Love en Lady

## Musici en medewerkers

### Band
- John Curulewski - gitaar, zang
- Dennis DeYoung - piano, keyboards, zang
- Chuck Panozzo - basgitaar
- John Panozzo - drums, zang
- James Young - gitaar, zang

### Productie
- Producers: John Ryan, Bill Traut
- Ontwerpers: Marty Feldman, Barry Mraz

## Muziek
| Nr. | Titel                                        | Duur |
| --- | -------------------------------------------- | ---- |
| 1.  | You Need Love (DeYoung)                      | 3:44 |
| 2.  | Lady (DeYoung)                               | 2:56 |
| 3.  | A Day (Curulewski)                           | 8:19 |
| 4.  | You Better Ask (Curulewski)                  | 3:54 |
| 5.  | Little Fugue in "G" (Johann Sebastian Bach)) | 1:17 |
| 6.  | Father O.S.A. (DeYoung)                      | 7:08 |
| 7.  | Earl of Roseland (DeYoung)                   | 4:39 |
| 8.  | I'm Gonna Make You Feel It (DeYoung)         | 2:23 |

## Hitlijsten
Album - Billboard (Noord-Amerika)
| Jaar | Lijst      | Positie |
| ---- | ---------- | ------- |
| 1975 | Pop Albums | 20      |

Singles - Billboard (Noord-Amerika)
| Jaar | Single | Lijst       | Positie |
| ---- | ------ | ----------- | ------- |
| 1975 | "Lady" | Pop Singles | 6       |